# Thaddeus William Harris
Thaddeus William Harris (12 de noviembre de 1795-16 de enero de 1856) fue un entomólogo y botánico estadounidense. Durante los últimos años de su vida, Harris fue bibliotecario de la Universidad de Harvard.

## Vida y carrera
Harris era oriundo de Dorchester, Massachusetts. Su padre, Thaddeus Mason Harris, era un ministro unitario que sirvió en la iglesia en Meeting House Hill y que también fue bibliotecario de Harvard durante un tiempo. El mismo Harris recibió su educación de pregrado en Harvard, posteriormente estudió medicina allí y recibió su doctorado en Medicina en 1820. Entró en la práctica médica con el Sr. Holbrook, y se casó con  su hija Catherine. Tuvieron doce hijos. Fue elegido miembro de la Academia Americana de Artes y Ciencias en 1827.
En 1831, Harris se convirtió en bibliotecario de Harvard. Reemplazó a Benjamin Peirce, que acababa de morir en esta posición. El estudio de los insectos de Harris fue el resultado de haber interactuado con William Dandridge Peck mientras estudiaba en Harvard. Harris dio una conferencia sobre varios temas relacionados con su trabajo como naturalista mientras era bibliotecario de Harvard, y originó la Sociedad de Historia Natural de Harvard para los estudiantes. En 1837 fue nombrado uno de los comisionados para un estudio zoológico y botánico de Massachusetts, cuyo resultado fue Systematic Catalogue of the Insects of Massachusetts ('Catálogo sistemático de los insectos de Massachusetts') en el que se enumeran 2350 especies. Buscó permanentemente hacerse cargo de la facultad en 1842, pero el puesto le fue otorgado a Asa Gray. En 1841 publicó la primera edición de su Report on the Insects of Massachusetts, Injurious to Vegetation ('Informe sobre los insectos de Massachusetts, perjudiciales para la vegetación'), que fue revisado hasta 1862, seis años después de su muerte.
Fue uno de los fundadores de la Massachusetts Horticultural Society. También publicó A Treatise on some of the Insects of New England which are Injurious to Vegetation ('Un tratado sobre algunos de los insectos de Nueva Inglaterra que son perjudiciales para la vegetación', 1842).
En 2008, Clark Elliot, un archivero retirado de Harvard, publicó su libro Thaddeus William Harris (1795–1856): Nature, Science, and Society in the Life of an American Naturalist ('Thaddeus William Harris (1795-1856): Naturaleza, ciencia y sociedad en la vida de un naturalista estadounidense'), publicado por Lehigh University Press.